# Dirk Jacobs Ploegsma

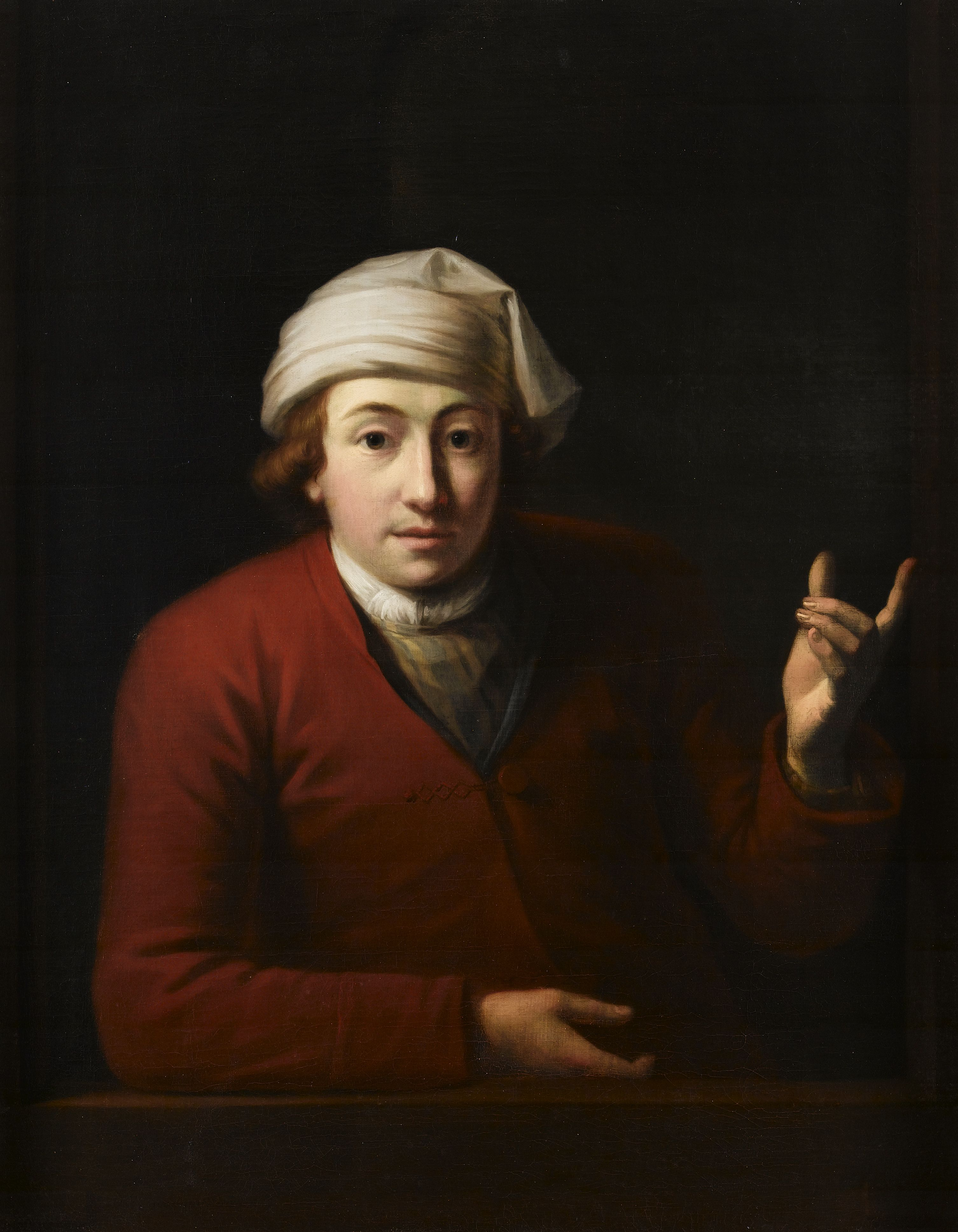
Zelfportret van Dirk Ploegsma

Dirk Jacobs Ploegsma, (Leeuwarden, 19 februari 1769 - 21 mei 1791) was een Friese kunstschilder.
Dirk Ploegsma was enig kind van Jacob Dirks Ploegsma, kapitein-geweldiger over de provincie Friesland, en Christina Idzardi. Toen hij vijf jaar oud was begon hij al te tekenen en in zijn zevende jaar bracht zijn vader hem als leerling bij de kunstschilder Mathijs Accama en verder in zijn negende jaar bij Johannes Verrier bij welke hij zijn hele leven bleef, alhoewel hij zijn leermeester in het schilderen allang overtroffen had.
Ploegsma was een vriend van Willem Bartel van der Kooi, die eveneens een leerling van Verrier was.
Alhoewel hij nog zeer jong was, werd hij door verschillende personen aangezocht om hun portretten te schilderen. In 1791 stierf de jonge schilder op 22-jarige leeftijd.

## Galerij

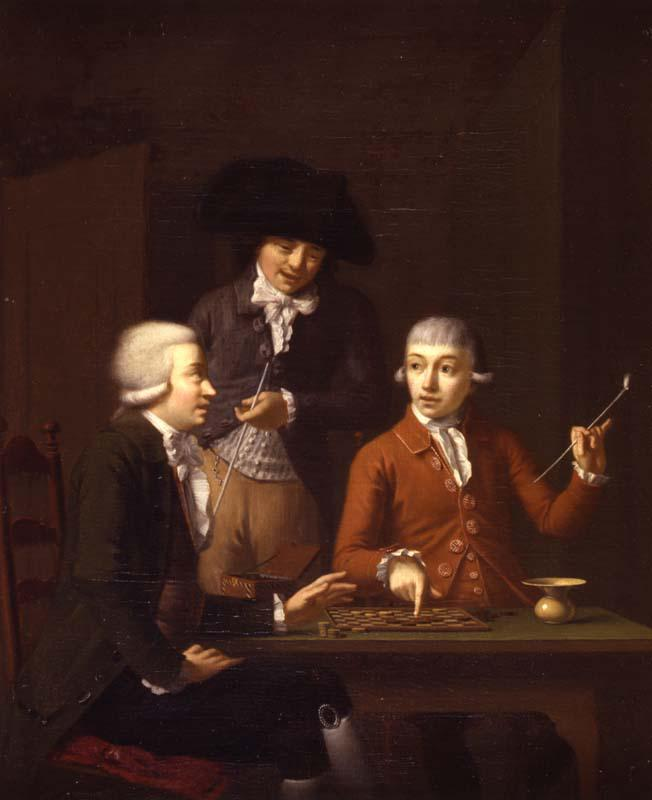
Een tafel waarom drie mannen, bij het damspel
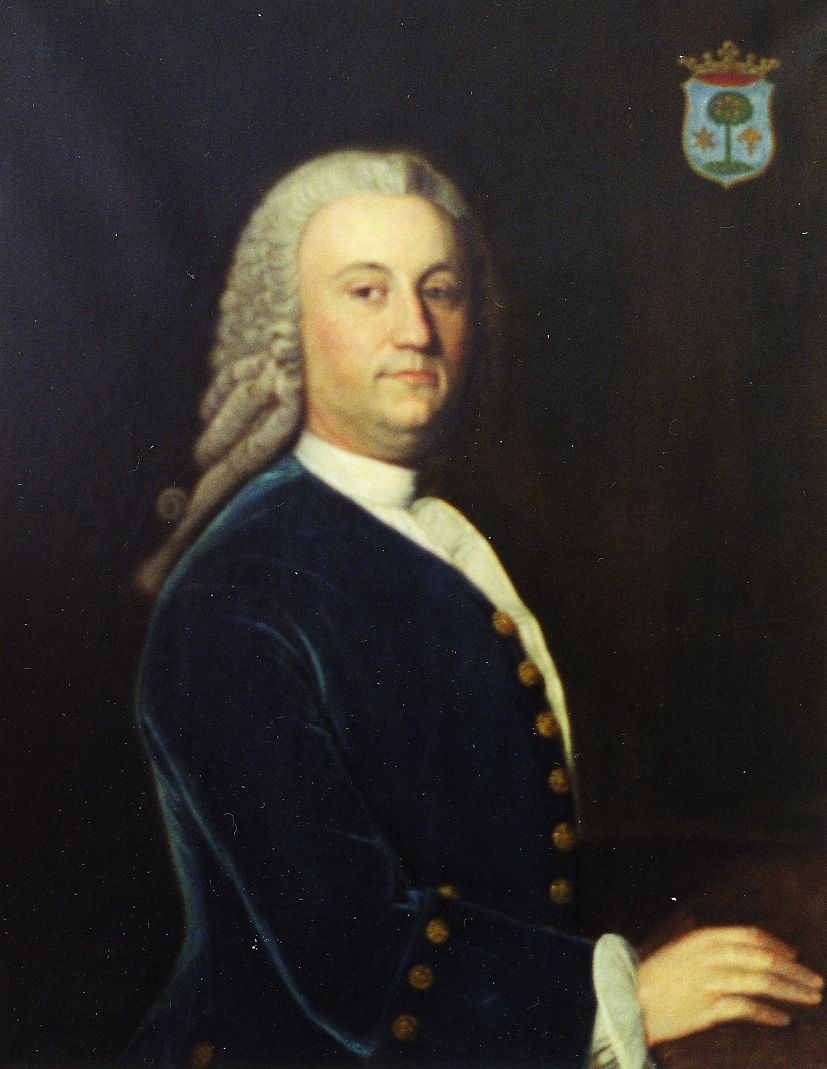
portret van Eelco van Haersma

- Biografisch Portaal: 44462717
- Digitale Bibliotheek voor de Nederlandse Letteren: ploe018
- RKD-Nederlands Instituut voor Kunstgeschiedenis: 63874
- Union List of Artist Names: 500045199
- Virtual International Authority File: 95978532